# Eleição imperial

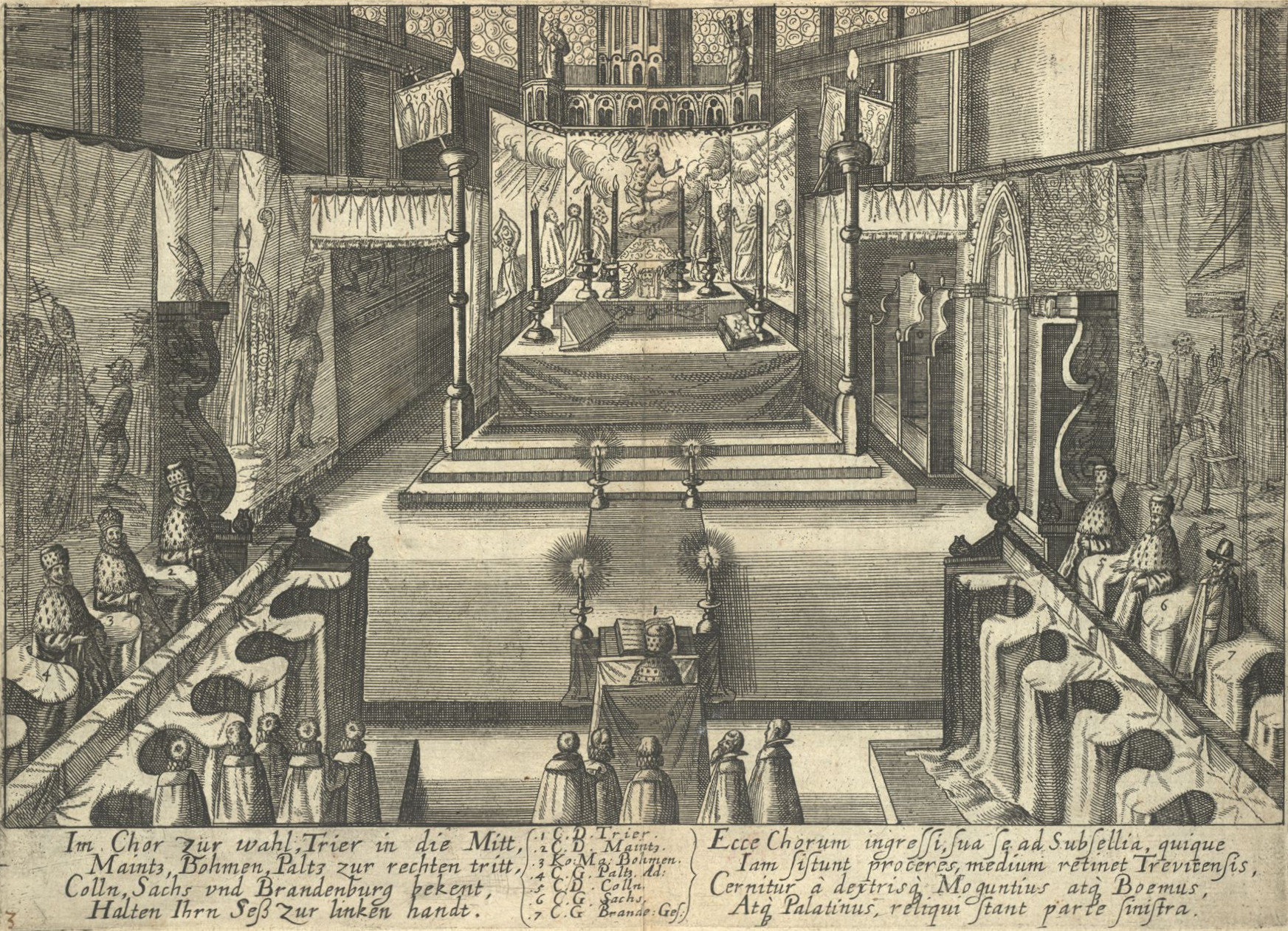
A eleição de Matias como imperador romano-germânico pelos príncipes-eleitores em 1612, retratada em uma gravura contemporânea

A eleição imperial de um Sacro Imperador Romano era geralmente um processo de duas etapas em que, pelo menos desde o século XIII, o Rei dos Romanos era eleito por um pequeno corpo dos maiores príncipes do Império, os príncipes-eleitores. Isso foi seguido logo em seguida por sua coroação como imperador pelo Papa. Em 1356, o imperador Carlos IV promulgou a Bula Dourada, que se tornou a lei fundamental pela qual todos os futuros reis e imperadores foram eleitos. Depois de 1508, o Papa reconheceu que apenas a eleição era suficiente para o uso do título Imperial. A última coroação papal ocorreu em 1530. 
Embora o Sacro Império Romano seja talvez o exemplo mais conhecido de monarquia eletiva, apenas membros da dinastia dos Habsburgos foram eleitos imperadores entre 1438 e 1740, tornando o império uma monarquia hereditária de facto durante esse período.

## Colégio eleitoral
O Königswahl foi a eleição de candidatos reais no Sacro Império Romano e seus predecessores como rei por um corpo eletivo especificado (o Gremium). Embora a sucessão ao trono do monarca na maioria das culturas seja regida pelas regras de sucessão hereditária, também existem monarquias eletivas.
Existiram monarquias eletivas em vários estados germânicos sucessores após o colapso do Império Romano durante o Período de Migração, o início da Idade Média, o Sacro Império Romano e o Reino da Polônia de 1573 a 1795 (ver História da Polônia, período da República Aristocrata).

## Príncipes-eleitores
A partir do século XIII, o direito de eleger reis no Sacro Império Romano foi concedido a um número limitado de príncipes imperiais, os chamados príncipes-eleitores. Existem várias teorias sobre o surgimento de seu direito eleitoral exclusivo.

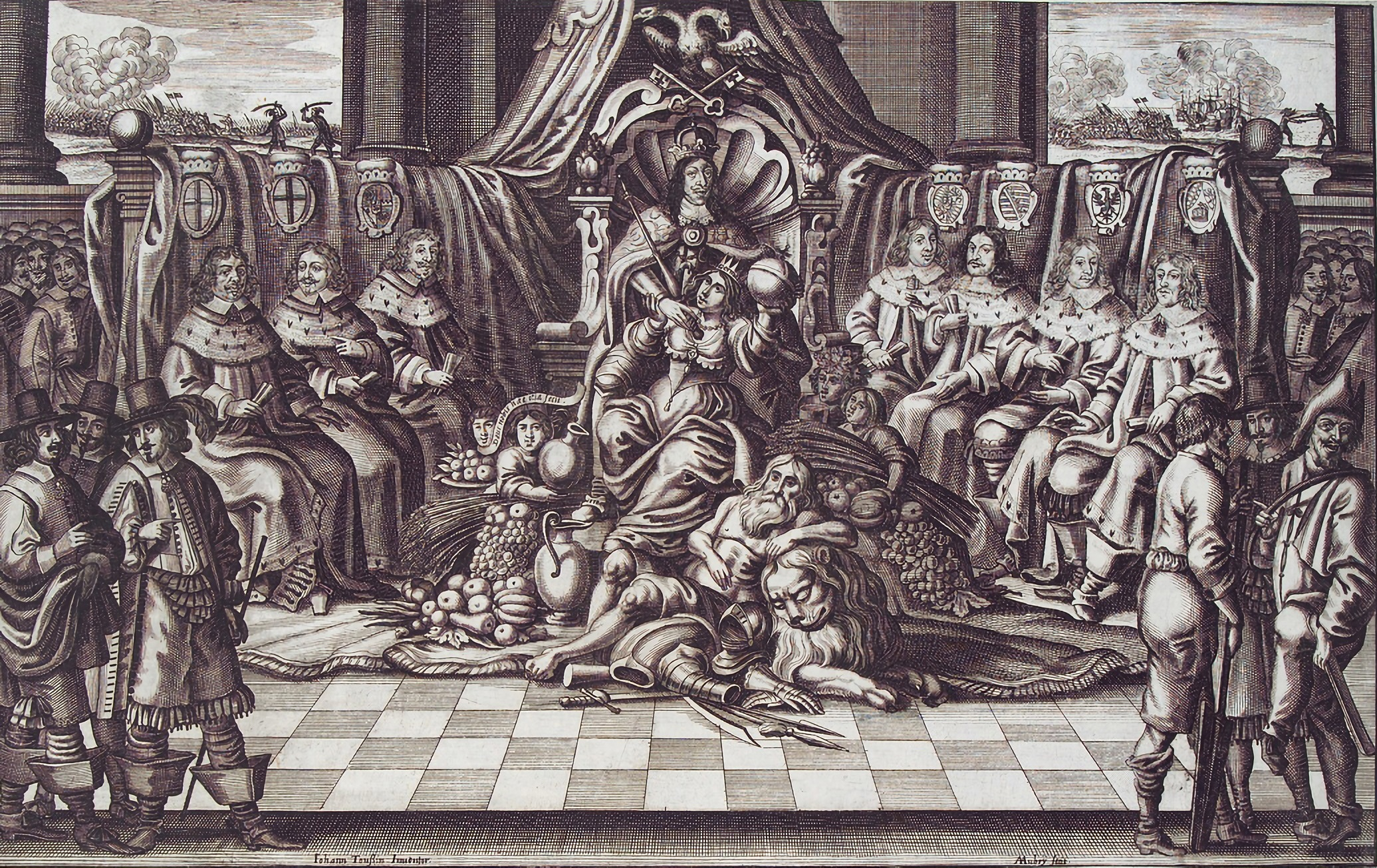
O Imperador e os Oito Eleitores (de Tréveris, Colônia, Mainz, Boêmia, Baviera, Saxônia, Brandemburgo e o Eleitorado do Palatinado). Gravura em cobre de Abraham Aubry, Nuremberg, 1663/64.

Os assentos eleitorais seculares eram hereditários. No entanto, os eleitores espirituais (e outros príncipes-(arce)bispos) eram geralmente eleitos pelos capítulos da catedral como líderes religiosos, mas simultaneamente governavam como monarca (príncipe) de um território de imediatidade imperial (que geralmente compreendia uma parte de seu território diocesano). Assim, os príncipes-bispados também eram monarquias eletivas. O mesmo vale para as príncipes-abades, cujas príncipes-abadessas ou príncipes-abades foram eleitos por um colégio de clérigos e nomeados imperialmente como governantes principescos em um território pertencente.
Inicialmente, sete eleitores escolhiam o "Rei dos Romanos", como era conhecido o herdeiro designado do imperador. O rei eleito passou então a ser coroado pelo Papa. Os príncipes-eleitores foram:

### Eleitores espirituais
- O Príncipe-arcebispo de Mainz
- O Príncipe-arcebispo de Colônia
- O Príncipe-arcebispo de Tréveris

### Eleitores seculares
- O Rei da Boêmia, da Casa de Luxemburgo na época da Bula Dourada, mas de 1526 em diante governada pela Casa de Habsburgo, que também governou o Arquiducado da Áustria e Intra-Áustria. A coroa boêmia em si mesma foi também eletiva, mas sob os Habsburgos se tornou de facto hereditária.
- O Conde Palatino do Reno, durante todo o período membro da Casa de Wittelsbach
- O Duque da Saxônia, a partir de 1536 um membro da Casa de Ascânia; a partir de 1423, um membro da Casa de Wettin
- O Margrave de Brandemburgo, a partir de 1536 um membro da Casa de Wittelsbach; a partir de 1373, um membro da Casa de Luxemburgo; a partir de 1415, um membro da Casa de Hohenzollern.

### Mudanças subsequentes
Adições tardias para o conselho eleitoral foram:
- O Duque da Baviera; de outro ramo da Casa de Wittelsbach, garantiu o status de eleitor em 1623, substituindo o Conde Palatinado do Reno seguindo a Revolta boêmia.
- O Duque de Brunswick-Lüneburg (também conhecido como o Eleitor de Hanover) da Casa de Welf, garantiu o status de eleitor em 1692. A partir de 1714, o Duque também foi o Rei da Grã-Bretanha.

## Lista de eleições regidas pelaBula Dourada
O nome em itálico indica um Rei dos Romanos que não se tornou imperador.
| Data                                          | Sede              | Príncipes-eleitores | Eleito | Eleito         | Dinastia         |
| --------------------------------------------- | ----------------- | ------------------- | ------ | -------------- | ---------------- |
| 10 de junho de 1376                           | Frankfurt am Main | 7                   |        | Venceslau      | Luxemburgo       |
| 21 de agosto de 1400                          | Rhens             | 7                   |        | Roberto        | Wittelsbach      |
| 20 de setembro de 1410 e 1 de outubro de 1410 | ?                 | 7                   |        | Sigismundo     | Luxemburgo       |
| 20 de setembro de 1410 e 1 de outubro de 1410 | ?                 | 7                   |        | Jobst          | Luxemburgo       |
| 21 de julho de 1411                           | ?                 | 7                   |        | Sigismundo     | Luxemburgo       |
| 18 de março de 1438                           | Frankfurt am Main | 7                   |        | Alberto II     | Habsburgo        |
| 2 de fevereiro de 1440                        | Frankfurt am Main | 6                   |        | Frederico III  | Habsburgo        |
| 16 de fevereiro de 1486                       | Frankfurt am Main | 7                   |        | Maximiliano I  | Habsburgo        |
| 28 de junho de 1519                           | Frankfurt am Main | 7                   |        | Carlos V       | Habsburgo        |
| 5 de janeiro de 1531                          | Colônia           | 7                   |        | Fernando I     | Habsburgo        |
| 28 de novembro de 1562                        | Frankfurt am Main | 7                   |        | Maximiliano II | Habsburgo        |
| 27 de outubro de 1575                         | Ratisbona         | 7                   |        | Rodolfo II     | Habsburgo        |
| 13 de junho de 1612                           | Frankfurt am Main | 7                   |        | Matias         | Habsburgo        |
| 28 de agosto de 1619                          | Frankfurt am Main | 7                   |        | Fernando II    | Habsburgo        |
| 22 de dezembro de 1636                        | Ratisbona         | 7                   |        | Fernando III   | Habsburgo        |
| 31 de maio de 1653                            | Augsburgo         | 8                   |        | Fernando IV    | Habsburgo        |
| 18 de julho de 1658                           | Frankfurt am Main | 8                   |        | Leopoldo I     | Habsburgo        |
| 23 de janeiro de 1690                         | Augsburgo         | 8                   |        | José I         | Habsburgo        |
| 12 de outubro de 1711                         | Frankfurt am Main | 7                   |        | Carlos VI      | Habsburgo        |
| 24 de janeiro de 1742                         | Frankfurt am Main | 8                   |        | Carlos VII     | Wittelsbach      |
| 13 de setembro de 1745                        | Frankfurt am Main | 9                   |        | Francisco I    | Lorena           |
| 27 de março de 1764                           | Frankfurt am Main | 9                   |        | José II        | Habsburgo-Lorena |
| 30 de setembro de 1790                        | Frankfurt am Main | 8                   |        | Leopoldo II    | Habsburgo-Lorena |
| 5 de julho de 1792                            | Frankfurt am Main | 8                   |        | Francisco II   | Habsburgo-Lorena |